# Viorel Iordăchescu
Viorel Iordăchescu (Kishinev, 20 d'abril de 1977) és un jugador d'escacs moldau que té el títol de Gran Mestre des de 1999.
A la llista d'Elo de la FIDE de l'octubre de 2015, hi tenia un Elo de 2583 punts, cosa que en feia el jugador número 3 (en actiu) de Moldàvia. El seu màxim Elo va ser de 2651 punts, a la llista de gener de 2012 (posició 104 al rànquing mundial).

## Resultats destacats en competició
L'abril de 2005 empatà al segon lloc a l'Obert de Dubai, amb nou altres escaquistes (el campió fou Wang Hao). També el 2005 va empatar als llocs 1r-6è amb Reiner Odendahl, Erwin l'Ami, Daniël Stellwagen, Susanto Megaranto i Friso Nijboer a Vlissingen.
El nadal de 2006 guanyà el Torneig de Reggio Emilia, per davant d'Ígor Khenkin i de Konstantin Landa.
El 2009 va empatar als llocs 2n–4t amb Alexey Korotylev i Serguei Tiviàkov a l'obert de Moscou (el campió fou Alexander Onischuk).
El 2010, va empatar als llocs 1r–8è amb Serguei Vólkov, Hrant Melkumian, Eduardo Iturrizaga, Qadir Huseynov, David Arutinian, Aleksei Aleksàndrov i Tornike Sanikidze al 12è Obert de Dubai.
Va prendrre part a la Copa del Món de 2011, però fou eliminat en primera ronda per Sébastien Feller.

### Participació en competicions per equips
Iordachescu ha participat, representant Moldàvia a totes les olimpíades d'escacs entre 1994 i 2010.